# Ename (Oudenaarde)
Ename (fr. Eename, Eenaeme) – dzielnica (deelgemeente) miasta Oudenaarde w Belgii, w Regionie Flamandzkim, w prowincji Flandria Wschodnia, w okręgu Oudenaarde. Do 31 grudnia 1964 samodzielna gmina.

## Demografia
Liczba mieszkańców, stan na 1 stycznia:
| Rok                | 1930 | 1947 | 1961 | 2020 |
| ------------------ | ---- | ---- | ---- | ---- |
| Liczba mieszkańców | 1366 | 1483 | 1609 | 3127 |